# Bistum Molfetta-Ruvo-Giovinazzo-Terlizzi
Das Bistum Molfetta-Ruvo-Giovinazzo-Terlizzi (lateinisch Dioecesis Melphictensis-Rubensis-Iuvenacensis-Terlitiensis, italienisch Diocesi di Molfetta-Ruvo-Giovinazzo-Terlizzi) ist eine in Italien gelegene Diözese der römisch-katholischen Kirche mit Sitz in Molfetta.
1136 ist erstmals ein Bischof von Molfetta belegt, ein genaues Gründungsdatum ist nicht bekannt. Das in der Kirchenprovinz Bari gelegene Bistum vereinigte am 4. März 1836 die beiden Bistümer Giovinazzo und Terlizzi in sich und nannte sich fortan Molfetta-Giovinazzo-Terlizzi. Am 30. September 1986 wurde auch das Bistum Ruvo mit der Diözese vereinigt, die seitdem ihren jetzigen Namen trägt.
Im Dom von Molfetta werden die Reliquien des Seligen Konrad von Bayern aufbewahrt, der 1154 in Modugno starb.